# 太陽瓶子草屬
太阳瓶子草属包括23种原产于南美洲的瓶子草植物。这类食虫植物通常被称为“太阳瓶子草”，但这个名称实际上是误用了属名的前缀“heli”。在希腊语中，“helio”意指太阳，但属名的前缀实际上源自拉丁文“helos”，意为“沼泽”。因此，Heliamphora 应正确翻译为“沼泽瓶子草”而非“太阳瓶子草”。本属的所有物种均为食虫植物，具有特化为管状的叶片结构，能避免积水，同时能够吸引、捕捉并杀死昆虫。值得注意的是，本属至少有一种植物 (Heliamphora tatei) 能自主生成蛋白酶，不需要共生微生物参与即可消化猎物。

## 形態
本属所有物种均为多年生草本植物，其叶片大小因种类而异，小至数公分（如小太阳瓶子草和美丽太阳瓶子草），大至展开超过50公分（如艾俄那西太阳瓶子草）。其中，泰特太阳瓶子草（Heliamphora tatei）生长方式类似灌木，能长至4米高，而其他种类则呈低矮的莲座状。本属植物具有管状的陷阱式捕虫叶，形态类似由卷曲的叶片融合而成。沼泽瓶子草（Heliamphora，亦称太阳瓶子草）与瓶子草不同，缺乏瓶盖结构，但在管状叶的后方顶端延伸出一个小勺状结构。这个勺状结构（opercula）能够分泌类似花蜜的物质，吸引昆虫及小动物。每个捕虫瓶的瓶身上都有类似裂缝的沟槽，能够排出多余的雨水，类似水槽的溢流设计，从而维持瓶内液体的恒定高度。瓶子的内侧表面覆盖着一层向下生长的细毛，迫使昆虫跌入瓶底。

## 肉食機制

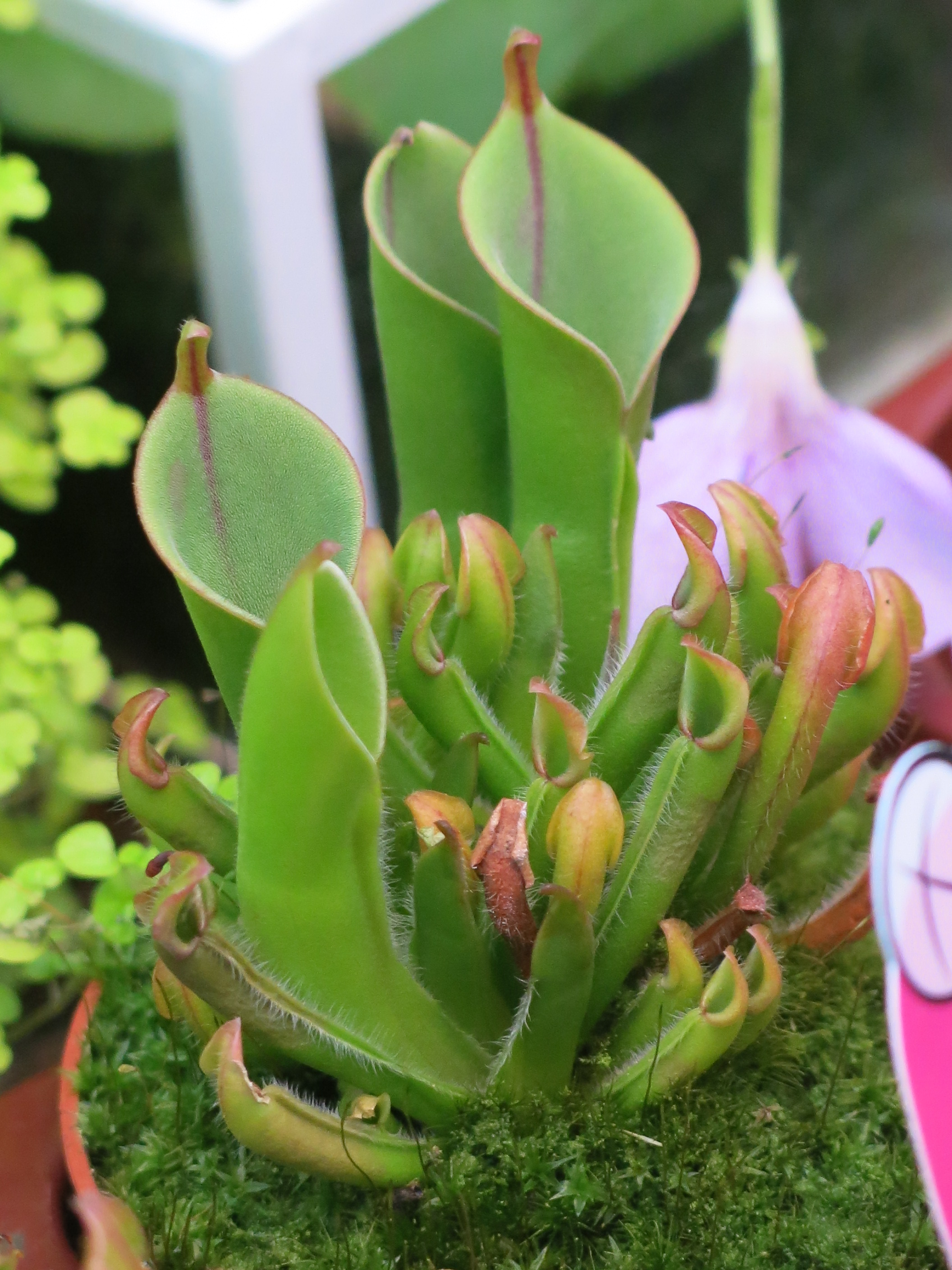
另解太阳瓶子草(Heliamphora heterodoxa)

雖然沼澤瓶子草(Heliamphora)多被納入食肉植物之中，但除了泰特太陽瓶子草(Heliamphora tatei)之外多數本屬的植物都不能自行生成消化酶，而是依賴共生菌的消化酶來分解其獵物。但本屬植物確實能主動透過視覺、化學的信號吸引獵物，以其陷落式捕蟲葉捕捉並殺死這些獵物。研究指出垂花太陽瓶子草(Heliamphora nutans), 另解太阳瓶子草(Heliamphora heterodoxa), 小太陽瓶子草(Heliamphora minor)及伊歐那太陽瓶子草等物種都無法自行合成消化酶。如果要以此作為判定是否為食肉植物的標準，則本屬中多數的物種可能都不符合這樣的界定方式。泰特太陽瓶子草(Heliamphora tatei)是少數本屬中能自行生成消化酶的植物，同時並能分泌有助於捕捉獵物的蠟質。
本屬植物的食肉形態是因其原生地貧瘠所演化而來，食肉特型能提升植物本身吸收可得養份的能力。多數的沼澤瓶子草以蟻類作為主要的獵物，泰特太陽瓶子草(Heliamphora tatei)則因其構造的特異而能捕捉各種飛蟲，並加以消化吸收其養份。本屬植物在低光下會喪失其食蟲的特性，由於正常光量的環境下所伴隨的快速生長，才需要更大量的養份(尤其是氮及磷)；而低光環境中植物多數的食肉特徵都會消失並處於低耗能的狀態。

## 分布
除了另解太阳瓶子草(Heliamphora heterodoxa)及似瓶太陽瓶子草(Heliamphora sarracenioides)尚分布於Gran Sabana之外，本屬所有的物種皆為委內瑞拉、圭亞那及巴西交界處圭亞那高原桌山上的特有種。許多桌山還沒有針對本屬植物進行探索，而近年來大量被描述定名的物種顯示出應該仍有許多物種尚待發現。

## 进化
本属植物在大约三千六百万年前与北美瓶子草属分化开来，并在南美洲的圭亚那高原因为原生地高原地貌的风化而开始了进一步分化，在中新世产生了五个子分支（W，E1，E2a, E2b, 与E3子分支），包括23个已命名物种与两个未命名物种。W分支包括了所有西部高原的物种，而E1,E2a/b还有E3分支的物种都分布于东部高原。在第四纪，各个分支可能因为全球冰川与间冰期的交替而有可能多次从高原迁徙海拔更低的山脚（反之亦然）而进一步分化。

## 栽培
本屬植物被食蟲植物愛好者及專家認為是最難種植的食蟲植物之一。在照顧上，需要提供其冷涼(高山種)至暖涼(低地種)的溫度，並維持相當高的空氣濕度。其中分布於桌山上屬高海拔的物種，包括垂花太陽瓶子草, 伊歐那太陽瓶子草及泰特太陽瓶子草。屬於低地物種的小太陽瓶子草(Heliamphora minor)及另解太阳瓶子草(Heliamphora heterodoxa)，則已經遷移至較溫暖的山腳下，但是小太陽瓶子草(Heliamphora minor)和另解太阳瓶子草(Heliamphora heterodoxa)及其杂交种在属内却具有十分良好的抗热性，栽培难度也相对较低。
一般種植上多較偏好以乾水苔或活水苔作為介質，通常並加入園藝用的火山石、珍珠石及浮石。介質必須常保潮濕並高度排水，以純水造霧通常也有助於維持高空氣濕度。
透過分株進行繁殖並非必然成功，跟許多植物一樣，分株可能帶給植株生長上過大壓力最終導致死亡。種子繁殖則可將種子置於碎水苔上，提供明亮並潮濕的環境，在數周後便能發芽。
此外，太阳瓶子草属的物种还比较害怕真菌感染，在栽培时需要注意这一点。

## 物种
本属包括以下物种： 
- 异型卷瓶子草 Heliamphora heterodoxa
- Heliamphora ionasi
- 小株卷瓶子草 Heliamphora minor
- 卷瓶子草 Heliamphora nutans
- 美丽卷瓶子草 Heliamphora pulchella
- 紫叶卷瓶子草 Heliamphora purpurascens
- 喇叭卷瓶子草 Heliamphora tatei